# Nickisha Pryce
Nickisha Pryce, född 7 mars 2001, är en jamaicansk friidrottare som tävlar i kortdistanslöpning.
Vid Världsmästerskapen i friidrott 2023 ingick Pryce i det jamaicanska laget som tog silver på 4 x 400 meter.